# SN Brussels Airlines

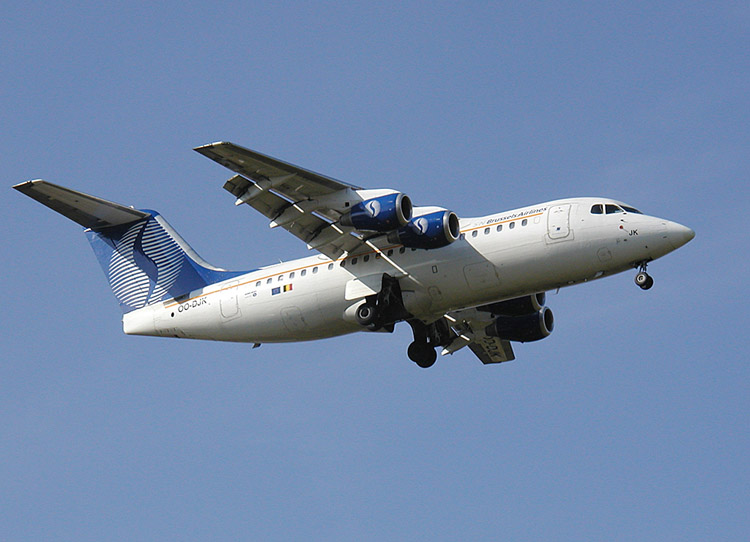

SN Brussels Airlines – nieistniejąca belgijska linia lotnicza z siedzibą w Zaventem, w Brukseli. Głównym hubem był port lotniczy Bruksela.
Powstała 15 lutego 2002, na bazie upadłej linii Sabena. W marcu 2007 linia zaprzestała prowadzenia działalności, a cała flota i siatka połączeń trafiła do Brussels Airlines.